# Garganvillar
Garganvillar település Franciaországban, Tarn-et-Garonne megyében. Lakosainak száma 677 fő (2022. január 1.). Garganvillar Angeville, Castelferrus, Castelmayran, Cordes-Tolosannes, Fajolles, Labourgade, Lafitte, Larrazet és Sérignac községekkel határos.

## Népesség
A település népességének változása:
| Lakosok száma | 665  | 686  | 697  | 677  | 673  | 679  | 681  | 680  | 677  |
|               | 2013 | 2015 | 2016 | 2017 | 2018 | 2019 | 2020 | 2021 | 2022 |